# فرانچسکو ولپه
فرانچسکو ولپه (انگلیسی: Francesco Volpe؛ زادهٔ ۳ مارس ۱۹۸۶) بازیکن فوتبال اهل ایتالیا است.
از باشگاه‌هایی که در آن بازی کرده‌است می‌توان به باشگاه فوتبال یوونتوس، باشگاه فوتبال آ.ث. کرما ۱۹۰۸، باشگاه فوتبال پیاچنزا، باشگاه فوتبال تریستیانا، باشگاه فوتبال جنوآ، باشگاه فوتبال لیورنو، و باشگاه فوتبال اسپال اشاره کرد.
وی همچنین در تیم‌های ملی فوتبال زیر ۱۸ سال ایتالیا و زیر ۱۹ سال ایتالیا بازی کرده‌است.